# Stanisław Tokarski
Stanisław Tokarski (ur. 19 stycznia 1941 w Dokudowie) – profesor doktor habilitowany, wykładowca Instytutu Bliskiego i Dalekiego Wschodu UJ, były judoka i kaskader.

## Życiorys

### Kariera naukowa
Ukończył studia na Wydziale Orientalistycznym i Wydziale Filozofii i Socjologii Uniwersytetu Warszawskiego. Habilitował się w zakresie filozofii, ze specjalnością filozofia, w 1993, na podstawie rozprawy Jogini i wspólnoty. Nowoczesna recepcja hinduizmu. W 2002 otrzymał tytuł profesora nauk humanistycznych. Oprócz filozofii zajmuje się tradycjami Indii i kulturoznawstwem porównawczym. Pracował na Uniwersytecie Jagiellońskim i w Instytucie Kultur Śródziemnomorskich i Orientalnych PAN.

### Publikacje
Autor licznych książek z zakresu kultury i filozofii Dalekiego Wschodu, m.in.:
- Orient i kontrkultury, Warszawa: "Wiedza Powszechna", 1984
- Eliade i Orient, Wrocław: Zakład Narodowy im. Ossolińskich, 1984
- Jogini i wspólnoty, Wrocław: Zakład Narodowy im. Ossolińskich, 1987
- Budo. Japońskie sztuki walki (współautor W. Sikorski), Szczecin: "Glob", 1988
- Sztuki walki. Ruchome formy ekspresji filozofii wschodu, Szczecin: "Glob", 1989
- Wędrówka Bogów, Warszawa: "Semper", 1993
- Szkoła Chicago-Spór o dialog międzykulturowy, Warszawa: Wydawnictwo Naukowe Askon, 2001
- Nowoczesne Indie: wyzwania rozwoju (współautor S. Bhutani), Warszawa: Wydawnictwo Naukowe Askon, 2007

Tłumacz prac naukowych, m.in.
- Mircea Eliade, Historia wierzeń i idei religijnych T.1, Warszawa: Inst. Wydaw. PAX, 1988
- Mircea Eliade, Historia wierzeń i idei religijnych T.2, Warszawa: Inst. Wydaw. PAX, 1994

### Kariera sportowa
Był zawodnikiem AZS-AWF Warszawa, a jego największym sukcesem było akademickie mistrzostwo Europy w 1964. Na mistrzostwach Polski seniorów wywalczył 10 medali, w tym pięć złotych (1962, 1963, 1964 - w kategorii 68 kg, 1966 - w kategorii 80 kg, 1964 - w kategorii open), dwa srebrne (1961 - w kategorii 68 kg i kategorii open) i trzy brązowe (1967, 1968, 1970 - w kategorii 80 kg). Posiada 5 dan w judo.
W latach 1974–1978 był instruktorem ośrodka kaskaderskiego i wykonawcą niebezpiecznych scen w ponad 60 polskich filmach fabularnych m.in. "Kung Fu", "Noce i dnie", "Ziemia obiecana", "Polskie drogi", "Życie na gorąco".

## Odznaczenia
Odznaczony Krzyżem Kawalerskim Orderu Odrodzenia Polski (2021).